# Loxosceles tehuana
Espèce
Loxosceles tehuana est une espèce d'araignées aranéomorphes de la famille des Sicariidae.

## Distribution
Cette espèce est endémique du Mexique. Elle se rencontre en Oaxaca et au Chiapas.

## Description
Le mâle holotype mesure 8 mm et la femelle 9,6 mm.

## Étymologie
Son nom d'espèce lui a été donné en référence au lieu de sa découverte, Tehuantepec.

## Publication originale
- Gertsch, 1958 : The spider genus Loxosceles in North America, Central America, and the West Indies. American Museum novitates, no 1907, p. 1-46 (texte intégral).